# Schwanberg (Rödelsee)
Der Schwanberg ist eine Einöde auf der Gemarkung der Gemeinde Rödelsee im Landkreis Kitzingen. 

## Geografische Lage
Der Ortsteil wird vom Schwanberg, einem Berg des Steigerwaldes, eingenommen. Der Schwanberg liegt etwa 2,1 Kilometer von der Rödelseer Ortsmitte entfernt. Nördlich führt die Staatsstraße 2420 am Berg vorbei, während im Nordosten Wiesenbronn liegt. Weiter im Osten erheben sich andere Berge des Steigerwaldes, im Süden liegt die Stadt Iphofen.
Der Berg hat eine Höhe von 474 m ü. NN.
Nächstgelegene, größere Städte sind Kitzingen, mit einer Entfernung von etwa 8 Kilometern, sowie Iphofen, welches ungefähr 2,3 Kilometer weit weg ist.
Durch den Ort verläuft der Fränkische Marienweg.

## Geschichte

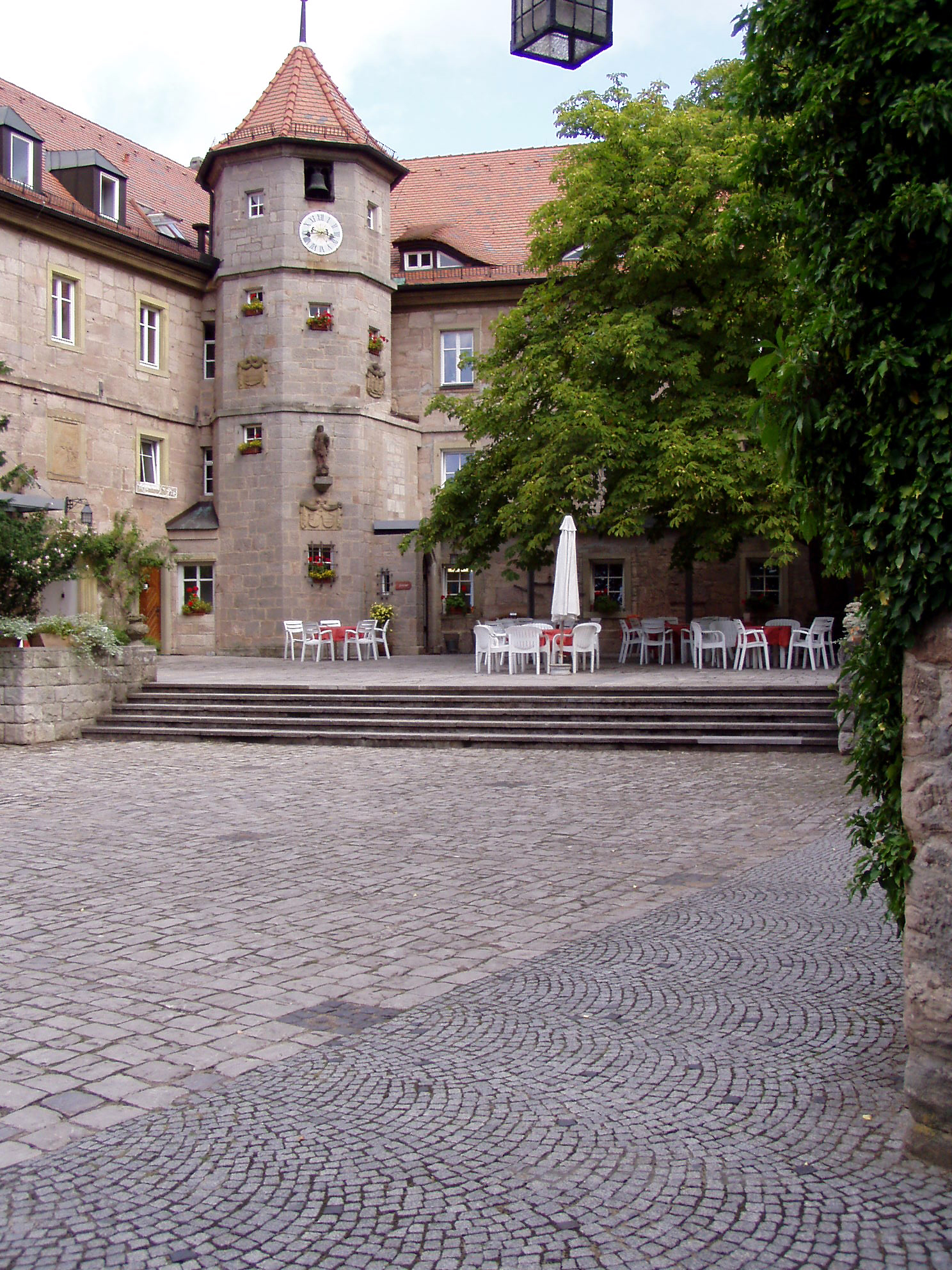
Schloss Schwanberg

Der Schwanberg ist eine Höhensiedlung mit mehreren Abschnittsbefestigungen und Randbefestigung sowie Funden des Neolithikums, der Bronzezeit, der Urnenfelderzeit, der Hallstattzeit, der jüngeren Latènezeit, der römischen Kaiserzeit, des frühen Mittelalters und des hohen Mittelalters sowie Freilandstation des Mesolithikums.
In der Karte des Claudios Ptolemaios (die Geographike Hyphegesis) die um 150 n.C. entstand, wurde der Schwanberg als Bergium erwähnt.
Ursprüngliche Befestigungen des Berges, die noch aus der Zeit der fränkischen Besiedlung stammen, sind heute als Bodendenkmal eingeordnet. Es handelt sich um die Abschnittsbefestigung Schwanberg. Ihr folgte spätestens im 13. Jahrhundert die Burg Schwanberg nach, die von wechselnden Adelsgeschlechtern bewohnt wurde. Nach Zerstörungen im Deutschen Bauernkrieg lag die Anlage zunächst in Ruinen, wurden im 17. Jahrhundert von Bischof Julius Echter allerdings wieder aufgebaut.
Nach dem erneuten Niederbrennen im Dreißigjährigen Krieg ließ man das Schloss auf dem Berg mehr als hundert Jahre verfallen. Nach der Säkularisation kamen die Bauten in Privatbesitz. Im Jahr 1911 erwarben die Grafen zu Castell-Rüdenhausen das Schloss Schwanberg und ließen einen großen Schlosspark anlegen. Heute wird das Schloss von den Schwestern der Communität Casteller Ring bewohnt. Der Berg ist Namensgeber für die heimatkundliche Buchreihe Im Bannkreis des Schwanbergs.

## Sehenswürdigkeiten
- Schloss Schwanberg, mittelalterliche Befestigung mit Park und Garten
- St. Michael (Schwanberg), Kirche der Communität Casteller Ring nach Plänen von Alexander von Branca
- Die Geotope Schichtstufen am Schwanberg, Tonmergelstein am westlichen Schwanberg, Alter Steinbruch am Schwanberg bei Rödelsee und das Naturschutzgebiet Halbtrockenrasen am Schwanberg

## Sendeanlagen

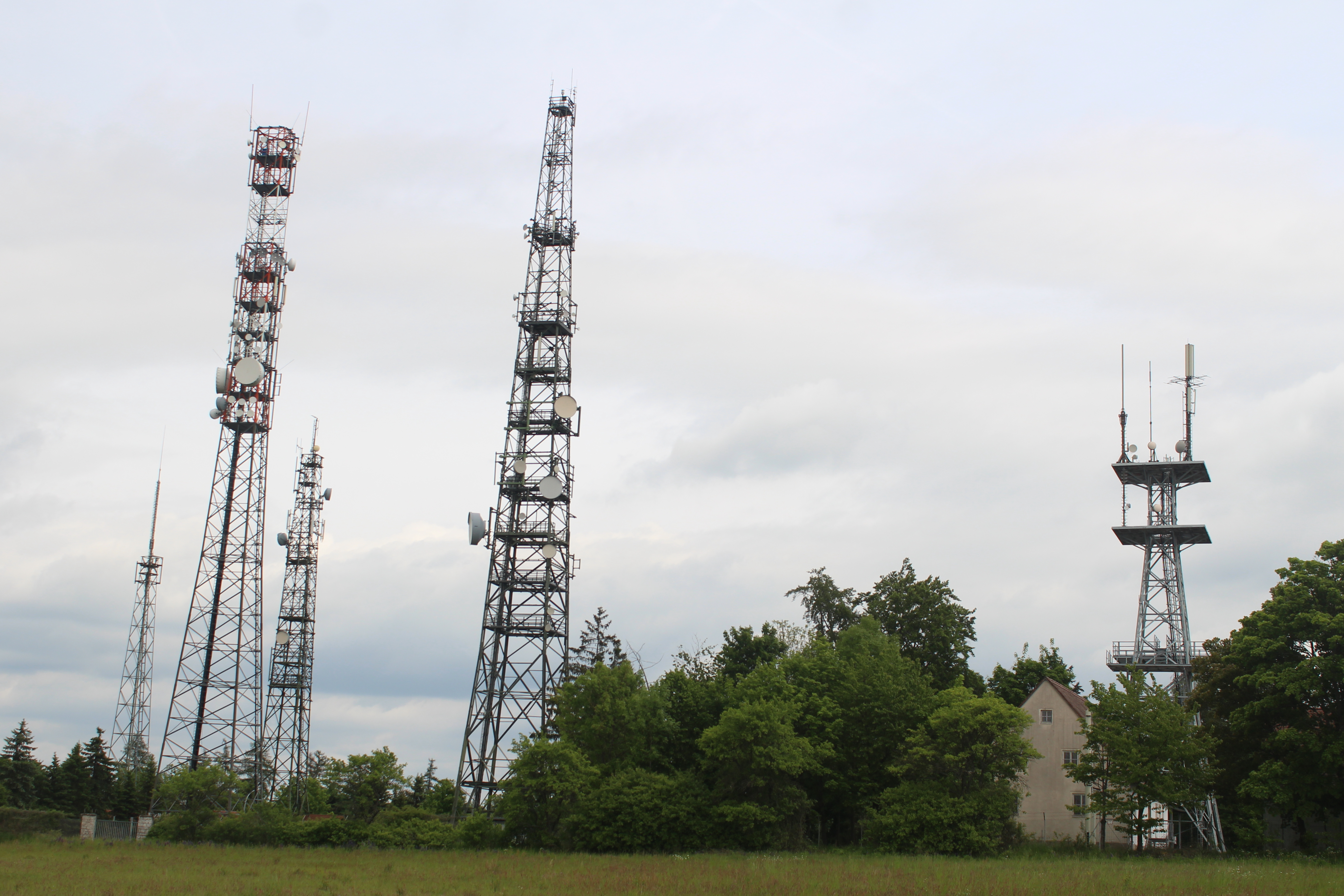
Richtfunktürme Schwanberg (links). Rechts ist der Funkturm zur Verbreitung des Programms von Radio Charivari Würzburg auf 88,5 MHz mit 50 W

Auf dem Schwanberg befindet sich eine von den Amerikanern errichtete Richtfunkanlage, die heute zivil genutzt wird. Einer der Türme, der etwas abseits steht, wird zur Verbreitung des Programms von Radio Charivari Würzburg auf 88,5 MHz mit 50 W genutzt. Etwas abseits steht der Rödelseeturm, ein Funkturm in Fertigbetonbauweise.

## Persönlichkeiten
- Jean Dern, Kaufmann, Dern stammte aus Gießen und ließ das Schloss und Park Schwanberg instand setzen[2]
- Ludwig Friedrich Barthel (1898–1962), Erzähler und Essayist, Barthel erhielt einen Gedenkstein auf dem Schwanberg
- Peter Schneider (1882–1958), Heimatforscher, Schneider wurde als Gründer des Frankenbundes ein Gedenkstein am sogenannten „Kapellrangen“ auf dem Schwanberg gesetzt
- Katharina Schridde (* 1964), evangelische Benediktinerin, Pfarrerin und Autorin, Schridde lebte zwischen 1992 und 2008 in der Communität Casteller Ring auf dem Schwanberg